# Rudolf Moritz Leybold
Pour les articles homonymes, voir Leybold.
Rudolf Moritz Leybold, né le 10 août 1806 à Vienne et mort le 13 avril 1857 dans la même ville, est un peintre, graveur et lithographe autrichien.

## Biographie

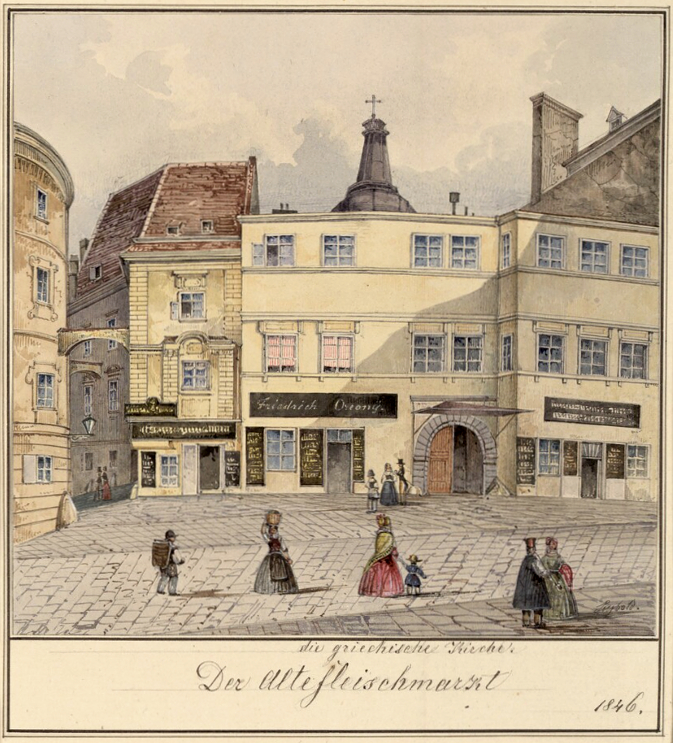
Der alte Fleischmarkt (vers 1846).

Rudolf Moritz Leybold naît le 10 août 1806 à Vienne.
Fils cadet du peintre, graveur et lithographe Johann Friedrich, il est élève de l'Académie des Beaux-Arts de Vienne. Il expose des aquarelles de paysages dans les expositions de l'Académie en 1826, 1842 et 1844. Il vit quelque temps probablement aussi à Stuttgart, où il expose en 1839-1842.
Le 7 janvier 1841 il épouse Elise Leidenfrost (née le 15 décembre 1817).
Il meurt le 13 avril 1857 dans sa ville natale.